# Dhaulagiri
Der Dhaulagiri („Weißer Berg“, Nepali धौलागिरी IAST Dhaulāgirī) ist der höchste Gipfel des nepalesischen Gebirgsmassivs Dhaulagiri Himal im Himalaja. Mit 8167 m ist er innerhalb aller 14 Achttausender der siebthöchste Berg der Welt und darüber hinaus der höchste Berg, dessen Gipfel nicht auf einer Staatsgrenze liegt. Durch das Kali-Gandaki-Tal getrennt, erhebt sich – circa 35 km östlich des Dhaulagiri – die Annapurna.
Bei einer Vermessung im Jahre 1809 durch Leutnant William Spencer Webb und Captain John Hodgson wurden als Höhe des Dhaulagiri 8190 m ermittelt. Er war damit der erste entdeckte Achttausender und galt von da an bis zur Vermessung des Kangchendzönga im Jahre 1838 als höchster Berg der Erde (→ Chronik der höchsten Berge der Erde).

## Besteigungsgeschichte
Der Dhaulagiri wurde als vorletzter Achttausender bestiegen. Erst Mitgliedern der achten Expedition, einer internationalen Expedition unter Leitung des Schweizers Max Eiselin, gelang es im Mai 1960, den Gipfel zu erreichen. Diese hatte – erstmals und bisher einzigartig in der Geschichte des Bergsteigens – ein Kleinflugzeug eingesetzt, um die Ausrüstung sowie die Expeditionsteilnehmer in das Basislager 2 auf 5700 m Höhe zu transportieren. Das Yeti getaufte Kleinflugzeug, eine Pilatus Porter PC-6, stürzte bei einem der in dieser Höhe schwierigen Startmanöver am 5. Mai 1960 ab, ohne dass jemand zu Schaden kam. Aufbauend auf den Erfahrungen und Seilsicherungen der siebten gescheiterten Expedition – im Jahr 1959, unter der Leitung von Fritz Moravec –, war der Nordostgrat als Aufstiegsroute gewählt worden. Am 13. Mai 1960 gelang einem sechsköpfigen Team aus dem Kreis der Expeditionsteilnehmer – Kurt Diemberger, Peter Diener, Ernst Forrer, Albin Schelbert sowie die beiden Sherpas Nawang Dorje und Nyima Dorje – der Aufstieg zum Gipfel. Am 23. Mai 1960 gelang dies mit Michel Vaucher und Hugo Weber zwei weiteren Expeditionsteilnehmern.
Am 21. Januar 1985 standen die Polen Andrzej Czok und Jerzy Kukuczka als erste Bergsteiger im Winter auf dem Gipfel.
Am 6. Mai 1982 stand die Belgierin Lut Vivijs als erste Frau auf dem Gipfel des Dhaulagiri. Sie war Teilnehmerin der belgischen Dhaulagiri-I-Expedition, von der insgesamt fünf Bergsteiger und zwei Sherpas den Gipfel erreichten, darunter auch Jan Vanhees, der Ehemann von Lut Vivijs. Sie stiegen über den Nordwestgrat auf.
Die Dhaulagiri-Südwand wurde am 2. November 1999 erstmals von dem Slowenen Tomaž Humar im Alleingang bezwungen. Allerdings erreichte Humar nicht den Gipfel, sondern nur eine Höhe von etwa 8000 m.